# Briller Bach
| Zuläufe und Bauwerke \| Briller Bach \| Briller Bach \| Briller Bach \| \| --------------------- \| ------------ \| ----------------- \| \| Legende \| \| \| \| Wuppertal \| \| \| \| \| \| \| \| Beginn der Verrohrung \| \| (bis Mündung) \| \| Bachlauf Luhnberg \| \| \| \| \| \| Bachlauf Anschlag \| \| Oberer Hasenbergbach \| \| \| \| Bundesautobahn 46 \| \| \| \| Wuppertaler Nordbahn \| \| (stillgelegt) \| \| Villa Amalia \| \| \| \| Nüller Bach \| \| \| \| Hülsbecker Bach \| \| \| \| Briller Viertel \| \| Ölberg \| \| Bundesstraße 7 \| \| \| \| Wupper \| \| \| |  |                   |
| Briller Bach |  |                   |
| Legende |  |                   |
| Wuppertal |  |                   |
| |  |                   |
| Beginn der Verrohrung |  | (bis Mündung)     |
| Bachlauf Luhnberg |  |                   |
| |  | Bachlauf Anschlag |
| Oberer Hasenbergbach |  |                   |
| Bundesautobahn 46 |  |                   |
| Wuppertaler Nordbahn |  | (stillgelegt)     |
| Villa Amalia |  |                   |
| Nüller Bach |  |                   |
| Hülsbecker Bach |  |                   |
| Briller Viertel |  | Ölberg            |
| Bundesstraße 7 |  |                   |
| Wupper |  |                   |

Der Briller Bach ist ein 3,48 Kilometer langer Bach in den Wuppertaler Stadtbezirken Elberfeld-West und Uellendahl-Katernberg. Der Bach, der ein nördlicher und rechter Zufluss der Wupper ist, ist gleichzeitig Namensgeber für das Wohnquartier Brill.
Auf der Karte Topographia Ducatus Montani von 1715 ist das Gewässer eingezeichnet. Erich Philipp Ploennies beschriftet ihn [in seiner Gesamtheit] in seiner erstellten Karte mit Hülsbec, ‚bec‘ stammt von ndt. beek ‚Bach‘.

## Geographie

### Verlauf
Der Bach entspringt nahe einem Wohngebiet und nahe dem nördlichen Ende der Hauptverkehrsstraße Nevigeser Straße in 263 m Höhe. Die erste Strecke des Baches verläuft rund 500 Meter oberirdisch in einem kleinen naturbelassenen Raum und führt in Richtung Süden entlang der Nevigeser Straße. Mit der Feuchtwiese am Bach und den großen Wiesen mit Spielplatz, der mit einer Halfpipe ausgestattet ist, ist hier mit dem befestigten Weg ein parkähnliches Naherholungsgebiet entstanden.
Der Briller Bach hat hier ein kleines Tal im Schiefergestein geformt, dem die Straße folgt. Im weiteren Verlauf ist der Bach verrohrt und verläuft unterirdisch weiter. Dabei folgt er dem weiteren Verlauf der Nevigeser Straße, Boschstraße und Kruppstraße und unterquert dann die Bundesautobahn 46.
Nun folgt der Bach weiter südlich dem Verlauf der Briller Straße, die ihren Namen von dem Bach erhielt. Gleichzeitig ist diese Hauptstraße die östliche Begrenzung zum Briller Viertel, das am östlichen Hang des Nützenberges liegt, und die westliche Grenze des Ölbergs. Weiter in Höhe der Katernberger Straße verläuft der Bach bis zu seiner Mündung in 148 Meter über den Meeresspiegel in die Wupper verrohrt. Die Mündung liegt nach der Unterquerung der Bundesstraße 7 in der Nähe der Schwebebahn-Station Robert-Daum-Platz.

Der Briller Bach
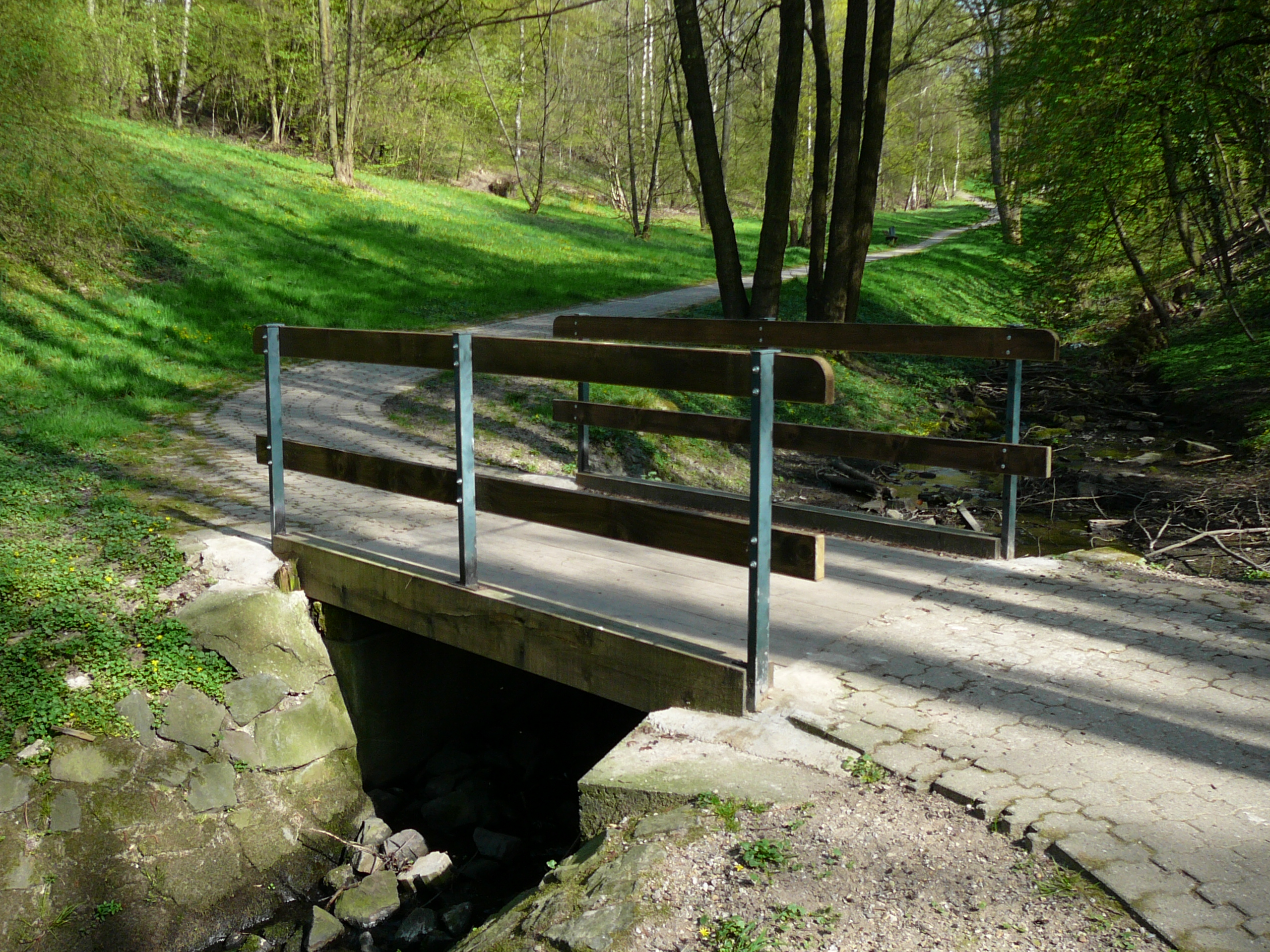
Kleine Brücke
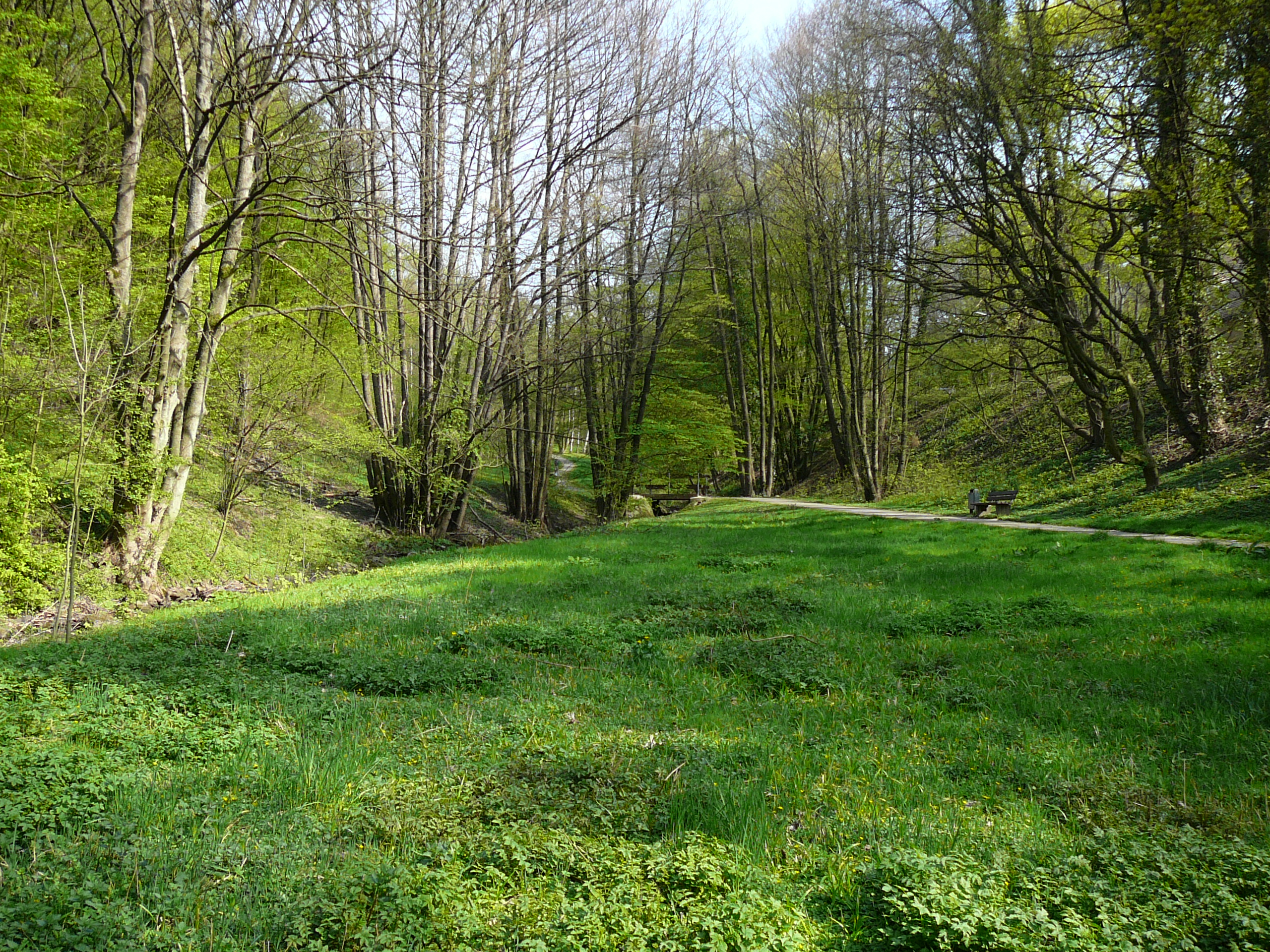
Feuchtwiese
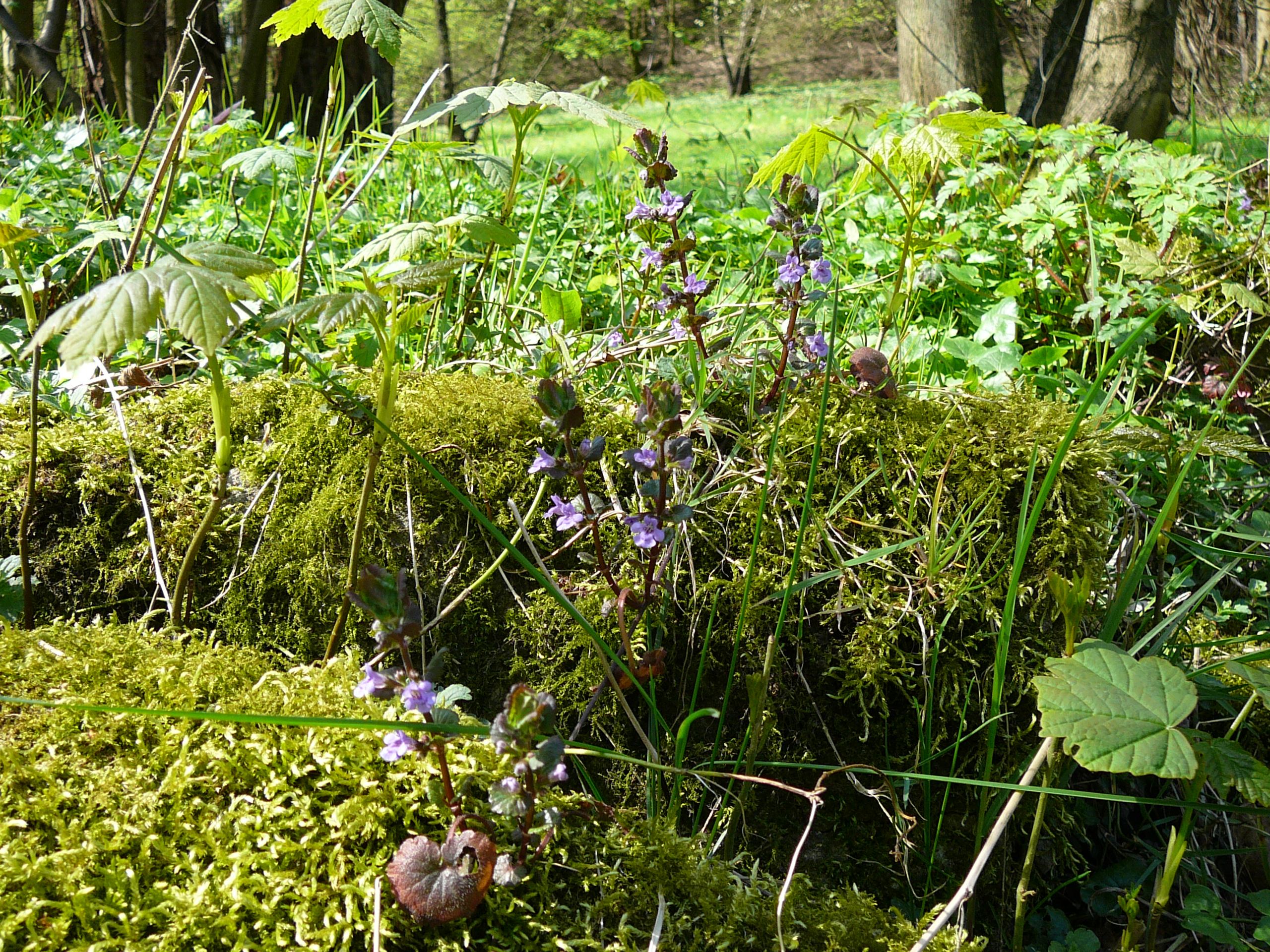
Flora am Bach
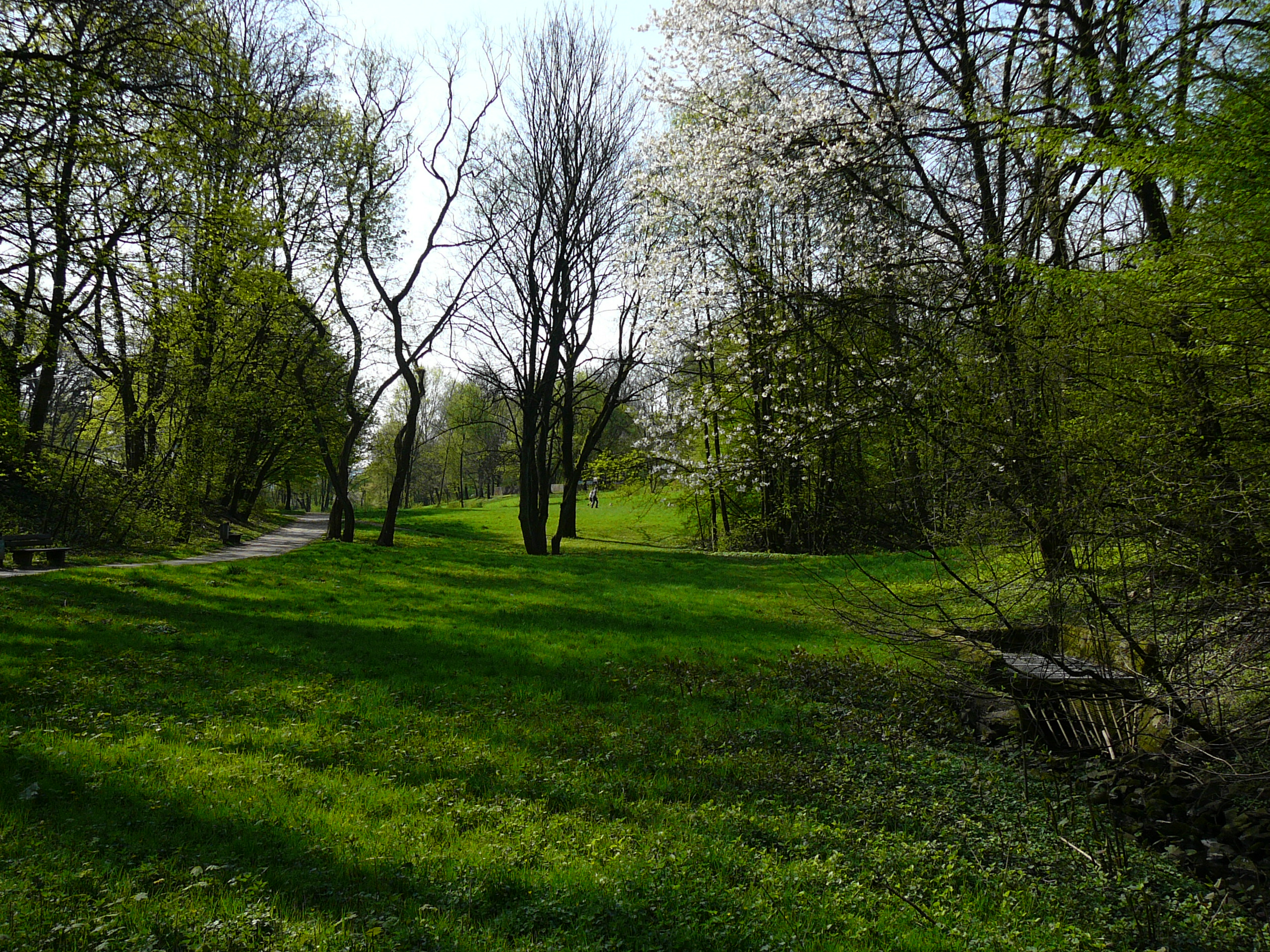
Ab hier geht es unterirdisch weiter

### Zuflüsse
Direkte und indirekte Zuflüsse. jeweils von der Quelle zur Mündung
- Schmachtenberger Bach (links), 0,6 km
  - Schmachtenberger Siefen (rechts) 0,2 km
- Oberer Hasenbergbach (rechts), 0,7 km
  - August Jung Siefen (rechts), 0,1 km
  - Unterer Hasenbergbach (rechts), 0,3 km
    - Bocklingssiefen (rechts), 0,2 km
- Nüller Bach (rechts) 1,3 km, 1,13 km², 24 l/s
  - Hülsbecker Bach (links), 1,1 km, 0,32 km², 6,9 l/s